# Battaglia di Pell's Point
La battaglia di Pell's Point, combattuta il 18 ottobre 1776, fu una schermaglia avvenuta tra le truppe del Regno di Gran Bretagna e l'Esercito continentale, durante la campagna di New York e del New Jersey della guerra d'indipendenza americana. Lo scontro avvenne nell'area che oggi è Pelham Bay Park nel Bronx, il borough di New York.
Il 12 ottobre, le forze britanniche intendevano sbarcare presso Throgs Neck, nel tentativo di eseguire una manovra sul fianco americano e intrappolare le forze rivoluzionarie del generale George Washington nell'isola di Manhattan. Gli americani sventarono lo sbarco e il generale William Howe, comandante delle forze britanniche nel Nord America, cercò un altro luogo, nel Long Island Sound, dove effettuare l'operazione. Il 18 ottobre, fece sbarcare 4 000 uomini a Pelham. Nell'entroterra vi erano 750 uomini della brigata comandata dal colonnello John Glover. L'ufficiale aveva posizionato le sue truppe dietro una serie di mura di pietra da dove attaccarono l'avanguardia britannica. Quando gli inglesi raggiungevano una delle difese, gli americani si spostavano in quelle retrostanti. Dopo diversi attacchi britannici, gli americani furono costretti alla ritirata.
La battaglia ritardò le manovre britanniche abbastanza perché Washington portasse il suo esercito fino a White Plains, evitando di essere circondati a Manhattan. Dopo aver perso nella battaglia di White Plains e di Fort Washington, il generale americano si ritirò con i suoi uomini in Pennsylvania passando per il New Jersey.

## Gli antefatti
Dopo la vittoria nella battaglia di Long Island a fine agosto, il generale William Howe condusse le sue truppe nello sbarco a Kip's Bay, il 15 settembre. Come conseguenza, George Washington e il suo esercito si ritirarono ad Harlem Heights, nell'estremità settentrionale di Manhattan. Da lì, gli americani si trovarono in un'ottima posizione difensiva, con la retroguardia protetta da pendii e dai fiumi Hudson ed Harlem e con altri pendii a sud, tra loro e i britannici. Il giorno seguente, i britannici attaccarono nella battaglia di Harlem Heights, dove furono però sconfitti. Nel mese successivo vi furono poche azioni militari, mentre le due forze rimanevano nelle loro posizioni fortificate, incapaci di decidere la loro mossa successiva. Gli americani credevano che Howe avrebbe attaccato ancora Fort Washington o avrebbe tentato di prenderli sul fianco con uno sbarco nel Long Island Sound. Un consiglio di guerra decise come agire nei due casi: Washington tenne 10 000 uomini a difendere Harlem Heights e Fort Washington, il generale William Heath portò altri 10 000 uomini a difendere King's Bridge, nel Bronx, mentre il generale Nathanael Greene con 5 000 uomini avrebbe dovuto difendere l'altra sponda del fiume Hudson, vicino a Fort Constitution.
Dopo 26 giorni di attesa, Howe decise di dare il via ad un attacco diretto ad Harlem Heights e Fort Washington. Il 12 ottobre, lasciandosi dietro tre brigate al comando del generale Lord Hugh Percy, Howe si imbarcò con la maggior parte dei suoi uomini in 80 vascelli e procedettero lungo l'East River per sbarcare poi presso il Throgs Neck. Quest'ultimo, noto anche come, Frog's Neck (Collo della Rana), è uno stretto lambo di terra tra l'East River e il Long Island Sound. Da Throgs Neck vi era una strada che conduceva a King's Bridge, proprio dietro le forze americane. La speranza di Howe era di prendere gli americani sul fianco e spingerli contro il fiume Hudson.
Con la copertura della nebbia, una forza di 4 000 uomini, al comando del generale Henry Clinton, sbarcò sulla Throgs Neck. Con loro disappunto, si trovarono su un'isola e non una penisola, separati dall'entroterra da un torrente e una palude. Vi erano due vie per l'entroterra: una strada rialzata e un ponte, all'estremità meridionale, e un guado all'altra estremità. Gli americani stavano a guardia di entrambe le vie. Il colonnello Edward Hand e un distaccamento di 25 uomini del 1º Reggimento Pennsylvania si erano posizionati dietro a della legna da ardere lungo la strada rialzata, dopo aver rimosso le tavole di legno dal ponte. Essi sorpresero i britannici che si ritirarono e tentarono di attraversare il guado, il quale però era difeso da un altro distaccamento. Ben presto giunsero rinforzi americani su entrambe le posizioni, raggiungendo più di 8 000 uomini. Howe decise che sarebbe stato meglio ritirarsi e sbarcare da qualche altra parte. Organizzò un campo base a Throgs Neck e lì vi rimasero per sei giorni, attendendo rifornimenti e rinforzi da New York, inclusi 7 000 soldati assiani al comando del generale Wilhelm von Knyphausen. Appena dopo mezzanotte del 18 ottobre, Howe fece imbarcare di nuovo il suo esercito e decise di sbarcare a Pell's Point, vicino Pelham, qualche chilometro più a nord.
Giunta notizia a Washington dello sbarco a Throgs Neck, il generale comprese il rischio di rimanere intrappolato sull'isola di Manhattan. Decise quindi di muovere il suo esercito a White Plains, dove credette sarebbero stati al sicuro. Il 17 ottobre, l'Esercito continentale si mise in marcia per White Plains, lasciando 2 000 uomini come guarnigione a Fort Washington.

## La battaglia
All'alba i britannici cominciarono a sbarcare, a cominciare con l'avanguardia di Clinton, composta da 4  fanti leggeri britannici e jäger assiani. Nell'entroterra, ad opporsi loro, vi era una brigata di circa 750 uomini agli ordini di John Glover, il quale era in cima ad un colle con un cannocchiale quando avvistò le navi inglesi. Glover inviò un ufficiale a fare rapporto al secondo di Washington, il generale Charles Lee, chiedendo anche come avrebbe avuto agire. Tuttavia, Lee non diede alcun ordine, così Glover scelse di attaccare. Condusse quindi in battaglia il 3º, 13º, 14º e 26º Reggimento Continentale, lasciando 150 uomini del 14º Reggimento come riserva. A metà strada, avvistarono circa 30 uomini dell'avanguardia britannica. Glover ordinò ad un capitano e a 40 uomini di andare in avanguardia e tenere impegnati i nemici mentre lui avrebbe organizzato il resto degli uomini.
Glover preparò un'imboscata piazzando la maggior parte degli uomini dietro a delle mura di pietra poste lungo la strada, dalla spiaggia verso l'interno. Diede inoltre istruzioni ad ogni reggimento di tenere la posizione più a lungo potessero per poi ripiegare, mentre l'unità successiva li avrebbe coperti sparando. Infine il comandante raggiunse l'avanguardia per prenderne il comando. Lo scontro quindi ebbe inizio, causando vittime su entrambi gli schieramenti. Poco dopo, giunsero dei rinforzi britannici e Glover dovette ordinare la ritirata, portata a termine senza cedere al caos. I britannici ripresero ad avanzare, inseguendo gli americani. L'avanzata venne interrotta quando i 200 uomini del 13º Reggimento Continentale e gli uomini dell'avanguardia aprirono il fuoco, sporgendosi oltre il muro di pietra, sui britannici a poco più di venticinque metri da loro. L'imboscata ebbe successo e la colonna di soldati britannici subì gravi perdite, per poi ripiegare verso il resto della forza di invasione.

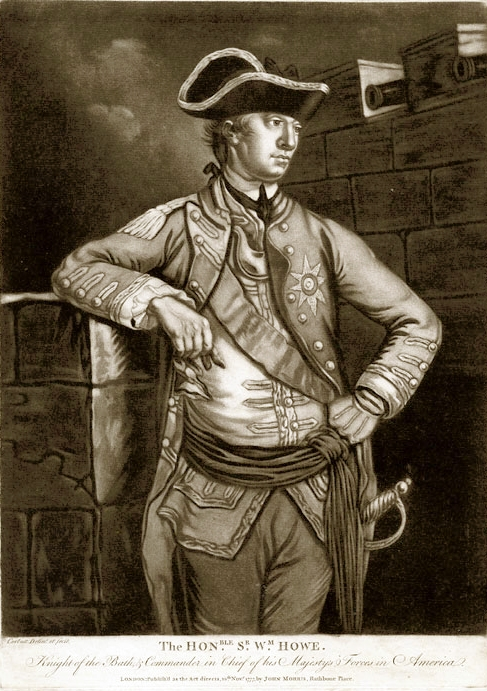
William Howe

I britannici attesero mezzora prima di attaccare nuovamente. Questa volta, quando attaccarono, lo fecero con tutti e 4 000 gli uomini e sette cannoni. Questi bombardarono le postazioni americane, dietro i muri di pietra, mentre la fanteria avanzava. Il fuoco d'artiglieria però fu inefficace e, quando i fanti furono a quarantacinque metri di distanza, gli americani aprirono il fuoco con una raffica che fermò l'avanzata anglo-assiana. I britannici risposero al fuoco cominciando uno scontro che durò per una ventina di minuti, fino a quando il reggimento americano non dovette ripiegare protetto dall'unità successiva, il 3º Reggimento, nascosta dietro al muro dalla parte opposta della strada.
I britannici attaccarono la posizione del 3º Reggimento e lo scontro si protrasse ulteriormente, con un fuoco incessante da entrambi gli schieramenti e con gli americani che più volte ruppero le linee britanniche. Tuttavia, dopo diciassette raffiche, le forze britanniche cominciarono a sopraffare gli americani e Glover ordinò di ripiegare oltre un altro muro di pietra, in cima ad un colle, mentre il 26º Reggimento ingaggiava gli avversari.
Un gruppo da ricognizione di 30 uomini venne inviato dal terzo muro per vedere se i britannici cercassero di attaccare dai fianchi. Il gruppo finì praticamente addosso ai britannici, che continuavano ad avanzare, e furono costretti a ritornare al muro di pietra. Gli americani spararono una raffica prima che Glover desse l'ordine di ritirarsi nuovamente. I suoi uomini attraversarono un ponte sul fiume Hutchinson, protetti dai 150 uomini del 14º Reggimento, che proseguirono la difesa contro l'invasione britannica. Howe si accampò su una collina di fronte al torrente ma non fece alcun tentativo di attraversarlo.

## Le conseguenze

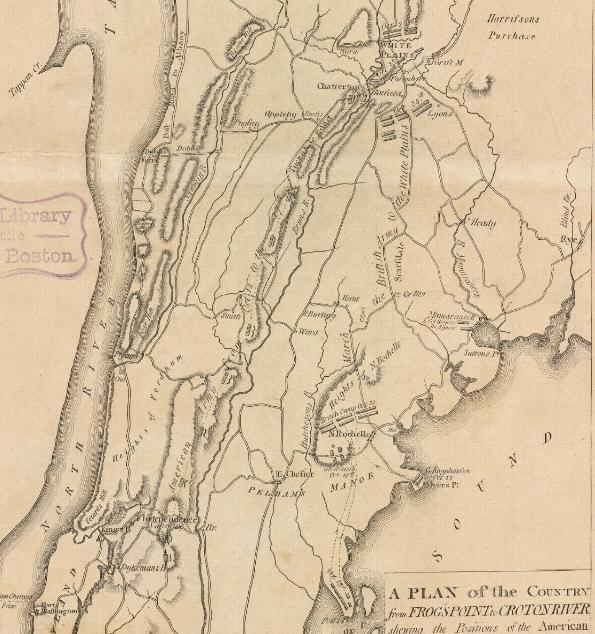
I movimenti britannici da Pell's Point a White Plains

Il giorno seguente, Glover e le sue forze si ritirarono a Yonkers. Le vittime americane furono 8 morti e 13 feriti. I britannici e gli assiani subirono un numero di vittime non ben definito. I dispacci ufficiali di Howe riportano 3 morti e 20 ferito, anche se i rapporti non tengono conto degli assiani. Poiché questi ultimi componevano la maggior parte delle forze di invasione, è ragionevole supporre che abbiano subito anche il maggior numero di vittime. Nei giorni successivi, tramite le informazioni raccolte dai disertori britannici, gli americani stimarono che le perdite britanniche variavano tra gli 800 e i 1 000 morti o feriti, ma probabilmente era un'esagerazione. Il colonnello Loammi Baldwin, che era presente alla battaglia, stimò che gli americani avevano ucciso 200 uomini tra britannici e assiani, tuttavia, lo storico David McCullough afferma che questo dato è "senza dubbio un'esagerazione." Lo storico George Athan Billias argomenta in supporto alla stima di Baldwin, confrontando il dato con un'ammissione di un altro disertore britannico. Ad ogni modo, le vittime britanniche e assiane furono quasi certamente superiori a quelle americane.
Con l'avanzata britannica ritardata, il grosso dell'esercito americano, al comando di Washington, fu in grado di evacuare in sicurezza da Harlem a White Plains. Howe spostò lentamente il suo esercito attraverso New Rochelle e Scarsdale. Il 28 ottobre, inviò il 13 000 uomini ad attaccare gli americani, ottenendo una vittoria minore nella battaglia di White Plains. Fort Washington, l'ultimo avamposto americano a Manhattan, cadde il 16 novembre. Con queste sconfitte, Washington e il suo esercito dovettero ritirarsi in Pennsylvania attraverso il New Jersey, aprendo la strada alla Battaglia di Trenton e di Princeton.